# Henria Leech Williams

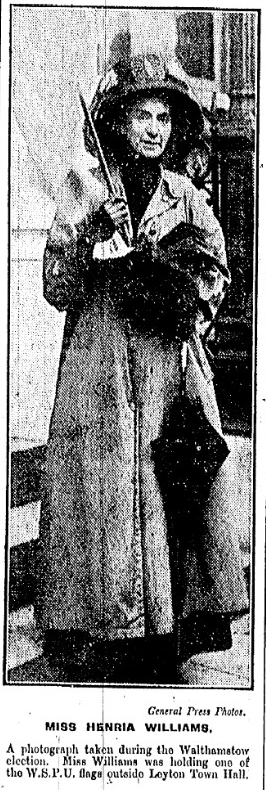
Henria Williams in Votes for Women, 20. Januar 1911

Henria Helen Leech Williams (* 6. Januar 1867 in Oswestry, Shropshire; † 2. Januar 1911 in Upminster, London) war eine englisch-britische Suffragette. Sie starb zwei Monate nach dem sogenannten Schwarzen Freitag, wahrscheinlich an den Folgen einer Erkrankung, die sich durch die gewaltsame Behandlung verschlimmert hatte, der sie bei der Demonstration am Parlament in London ausgesetzt war.

## Leben
Williams wurde als eines von acht Kindern von Henria Helen Williams, geborene Leech, einer Gouvernante und Schullehrerin, und Henry Williams, einem Signalingenieur bei der Eisenbahn, geboren. Ihr Großvater mütterlicherseits war der Pfarrer Henry Leech, Pfarrer der Primitive Methodists Church.
Die Familie lebte eine Zeit lang in Nantwich, Cheshire. Zwischen 1881 und 1886 zogen sie jedoch nach Cathcart, Glasgow, wo ihr Vater die Henry Williams Railway Appliance Works gründete. Volkszählungsaufzeichnungen von 1891 zeigen, dass die damals 24-jährige Henria mit ihren Eltern in der Albert Road in Cathcart lebte. Bis 1901 war sie jedoch nach Buxton, Derbyshire, umgezogen, wo sie als „Internatsschülerin, die von ihren eigenen Mitteln lebt“, geführt wurde.
Henrias Mutter starb 1904 und hinterließ ein Vermächtnis, das Aktien und Anteile an mehreren Eisenbahngesellschaften und südafrikanischen Diamantenminen umfasste. In ihrem Testament wurde festgelegt, dass „das ihren Töchtern vermachte Geld außerhalb der Kontrolle etwaiger künftiger Ehemänner bleiben sollte“.
Im Jahr 1905 zog Williams in das Dorf Corbets Ley in Upminster. Sie erwarb The Cottage, das bis vier Jahre zuvor ein Pub namens The George gewesen war. Es war ein stattliches Haus mit drei öffentlichen Räumen, vier Schlafzimmern, einem Dachboden, einem Keller und Nebengebäuden wie einem Gewächshaus, einem Stall und einem neuen Zweibettzimmer für ihren Kutscher David Scott.
Williams setzte sich nachdrücklich für das Frauenwahlrecht ein und trug die Farben der Suffragetten: Violett, Weiß und Grün. In ihrer Umgebung galt sie als „ziemlich exzentrische Dame“. Sie war auf Versammlungen sehr präsent, denn „ihr von Natur aus erregbares Temperament entlud sich in einem rasenden Enthusiasmus, für den sie bemerkenswert war“. Sie hängte auch große Plakate vor ihrem Haus auf, die die qualvolle Zwangsernährung inhaftierter Suffragetten zeigten.
Am 29. Juni 1909 gehörte Williams zu den über 100 Frauen, die zusammen mit der Vorsitzenden der Women’s Social and Political Union (WSPU), Emmeline Pankhurst, und Emily Davison verhaftet wurden, weil sie versucht hatten, das Unterhaus zu betreten. Bei der Anhörung vor dem Polizeigericht in der Bow Street am 9. Juli wurden die Verfahren gegen Williams und die anderen Angeklagten wegen Behinderung auf unbestimmte Zeit vertagt, aber 14 der Demonstrantinnen wurden inhaftiert, weil sie Fensterscheiben von Regierungsgebäuden eingeschlagen hatten.
Williams nahm auch an der Demonstration für das Frauenwahlrecht am 18. November 1910 teil, bei der mehrere hundert Frauen zum Parlamentsgebäude marschierten. Diese Demonstration wurde als „Schwarzer Freitag“ bekannt, da die Polizei und ein Mob von Schaulustigen gewalttätig reagierten und auch sexuelle Gewalt ausübten. Williams beschrieb die Gewalt, die sie selbst erfuhr, so:

„One policeman after knocking me about for a considerable time, finally took hold of me with his great strong hand like iron just over my heart. He hurt me so much that at first I had not the voice power to tell him what he was doing. But I knew that unless I made a strong effort to do so he would kill me. So collecting all the power of my being, I commanded him to take his hand off my heart. Yet that policeman would not arrest me and he was the third or fourth who had knocked me about. The two first after pinching my arms, kicking my feet, and squeezing and hurting me in different ways, made me think that at last they had arrested me, but they each one only finally took me to the edge of the thick crowd, and then without mercy forced me into the midst of it, and with the crowd pushing in the opposite direction for a few minutes I doubted if I could keep my consciousness, and my breath had gone long before they finally left me in the crowd […] Finally, I was so exhausted that I could not go out again with the last batch that same evening. Although I had no limbs broken, still my arms, sides, and ankles were sore for days afterwards.  But that was not so bad as the inward shaking and exhaustion I felt. […] One gentleman on the first day rescued me three times. After the third time, he said to the policeman, who happened to be the same one each time, „Are you going to arrest this lady, or are you going to kill her?“  But he did not arrest me, but he actually left me alone for some time after that.“

„Nachdem ein Polizist mich eine ganze Weile geschlagen hatte, packte er mich schließlich mit seiner großen, starken Hand, die wie Eisen aussah, direkt über meinem Herzen. Er verletzte mich so sehr, dass ich zunächst nicht die Kraft hatte, ihm zu sagen, was er tat. Aber ich wusste, dass er mich umbringen würde, wenn ich mich nicht mit aller Kraft darum bemühte. Also nahm ich alle Kraft meines Wesens zusammen und befahl ihm, seine Hand von meinem Herzen zu nehmen. Doch dieser Polizist wollte mich gar nicht festnehmen, und er war der dritte oder vierte, der mich verprügelte. Die beiden ersten, nachdem sie mir die Arme eingeklemmt, auf die Füße getreten und mich auf verschiedene Weise gequetscht und verletzt hatten, ließen mich glauben, dass sie mich endlich festgenommen hätten, aber jeder von ihnen brachte mich schließlich nur bis an den Rand der dichten Menge, und dann zwangen sie mich ohne Gnade mitten hinein, und da die Menge einige Minuten lang in die entgegengesetzte Richtung drängte, zweifelte ich daran, ob ich mein Bewusstsein behalten könnte, und mein Atem war schon lange weg, bevor sie mich endlich in der Menge zurückließen […] Schließlich war ich so erschöpft, dass ich am selben Abend nicht mehr mit der letzten Gruppe weggehen konnte. Obwohl ich mir keine Gliedmaßen gebrochen hatte, schmerzten meine Arme, Seiten und Knöchel noch tagelang danach.  Aber das war nicht so schlimm wie das innere Zittern und die Erschöpfung, die ich empfand. […] Ein Herr rettete mich am ersten Tag dreimal. Nach dem dritten Mal sagte er zu dem Polizisten, der zufällig jedes Mal derselbe war: „Wollen Sie diese Frau verhaften oder wollen Sie sie töten?“  Aber er verhaftete mich nicht, sondern ließ mich tatsächlich für einige Zeit in Ruhe.“

Ihr Retter, Frank Whitty, beschrieb später in einem Brief über seine Beschämung über die gewaltsame Behandlung von Frauen im WSPU-Newsletter Votes for Women, wie folgt:

„I saw […] sights that made me feel ashamed of my country; one of the cruelist cases was that of a brave lady […] in a semi-fainting condition, so much so that she could hardly stand. Time after time, with a courage that should have shamed the police into doing their obvious duty and arresting her, she attempted to get through the cordon. I went to her side to do what I could to help and uphold her in her brave but hopeless struggle. At first I tried to persuade her to leave the crowd [but] realised her determination to „do or die“ […] All I could do was to try and help her to the best of my power and to ward off the blows, kicks and insults as I could from her fainting body […] Time after time we were forced back into the crowd by the police with an amount of violence and brutality entirely unnecessary. On these occasions I had to put my arm around her to keep her from falling under the feet of the horses, or worse still, under the crowd.“

„Ich sah [...] Bilder, die mich für mein Land beschämten; einer der grausamsten Fälle war der einer tapferen Dame [...], die in einem halb ohnmächtigen Zustand war, so dass sie kaum noch stehen konnte. Immer wieder versuchte sie, mit einem Mut, der die Polizei hätte beschämen sollen, ihrer offensichtlichen Pflicht nachzukommen und sie zu verhaften, durch die Absperrung zu kommen. Ich begab mich an ihre Seite, um ihr in ihrem tapferen, aber aussichtslosen Kampf zu helfen und sie zu unterstützen. Zuerst versuchte ich, sie zu überreden, die Menge zu verlassen, [aber] ich erkannte ihre Entschlossenheit, „alles oder nichts“ [...] Alles, was ich tun konnte, war zu versuchen, ihr nach Kräften zu helfen und die Schläge, Tritte und Beleidigungen von ihrem ohnmächtigen Körper abzuwehren, so gut ich konnte [...] Immer wieder wurden wir von der Polizei mit einem Maß an Gewalt und Brutalität, das völlig unnötig war, zurück in die Menge gedrängt. Bei diesen Gelegenheiten musste ich meinen Arm um sie legen, um sie davor zu bewahren, unter die Füße der Pferde oder, noch schlimmer, unter die Menge zu fallen.“

Unerschrocken schloss sich Williams am darauffolgenden Dienstag, dem 22. November 1910, einer Delegation an, die vor dem Premierminister Asquith in der Downing Street 10 protestierte. Zu Weihnachten 1910 war Williams allein zu Hause in The Cottage, nur der Kutscher war anwesend. In der Nacht zum 2. Januar 1911 hörte ein vorbeifahrender Polizist „Stöhnen und Hilfeschreie“ und stieg mit dem Kutscher durch ein Fenster in das Haus ein, wo er Williams im Sterben liegend („in extremis“) vorfand Williams starb am selben Tag und am nächsten Tag fand in ihrem Haus eine gerichtsmedizinische Untersuchung die den „Tod durch Angina pectoris“ feststellte. Die allgemeine Presse kam zu dem Schluss, dass die Teilnahme von Williams an der Suffragetten-Militanz als ein conduct „not at all congenial to one who suffered from a weak heart“ anzusehen sei. Von der Suffragetten-Bewegung wurde ihr Tod nur zwei Monate nach dem „Schwarzen Freitag“ als Folge der dort erlittenen brutalen Behandlung bewertet. Nur wenige Tage zuvor hatte sie ihrem Bruder Llewellyn, der sie bei ihrer Kampagne unterstützte, geschrieben, dass sie die Auswirkungen dieses Tages noch immer spüre. Dass Williams um ihre gesundheitlichen Einschränkungen wusste, bestätigte ihr Bruder  in Votes for Women: „Sie hat wissentlich und willentlich ihre Tage verkürzt, um der Frauenbewegung der Nation zu dienen.“ Der Journalist Henry Noel Brailsford und die Ärztin Jessie Margaret Murray bezogen sich auf einen Brief von Williams an Murray vom 27. Dezember 1910 und kamen in ihrem Pamphlet „Treatment of the Women’s Deputations by the Police“ (Behandlung der Frauendeputationen durch die Polizei) vom Februar 1911 zu folgendem Schluss:

„There is evidence to show that Miss Henria Williams, who died suddenly of heart failure on January 1, had been used with great brutality, and was aware at the time of the effect upon her heart, which was weak.“

„„Es gibt Beweise dafür, dass Miss Henria Williams, die am 1. Januar plötzlich an Herzversagen starb, mit großer Brutalität behandelt wurde und sich der Auswirkungen auf ihr schwaches Herz bewusst war.““

Williams hatte die Farben der Suffragetten auf ihrem Sarg und einen Kranz mit der Aufschrift „Sie hat getan, was sie konnte“, und als der Sarg mit dem Mitternachtszug vom Bahnhof St Pancras nach Glasgow fuhr, kamen Suffragetten, um ihr die letzte Ehre zu erweisen. Am 15. Januar 1911 wurde von Annie Kenney zum Gedenken an Williams eine Weiß-Fichte in Annie’s Arboretum im Garten des Hauses der Familie Blathwayt, Eagle House, gepflanzt.
Williams wurde in der Familiengruft auf dem Cathcart Cemetery in Glasgow beigesetzt.